# Ernesto Giobando
Ernesto Giobando SJ (* 13. Dezember 1959 in Santa Fe de la Vera Cruz) ist ein argentinischer römisch-katholischer Ordensgeistlicher und Bischof von Mar del Plata.

## Leben
Ernesto Giobando besuchte das Colegio San José und das Jesuitenkolleg Inmaculada Concepción in Santa Fe de la Vera Cruz. Er trat am 7. Dezember 1978 der Ordensgemeinschaft der Jesuiten bei. Anschließend studierte er Philosophie und Katholische Theologie an der Philosophisch-Theologischen Fakultät des Colegio Máximo San José in San Miguel, wo Jorge Mario Bergoglio SJ, der spätere Papst Franziskus, einer seiner Ausbilder war. Am 17. November 1990 empfing er in der Kirche des Colegio Máximo San José durch den Bischof von San Miguel, José Manuel Lorenzo, das Sakrament der Priesterweihe.
Giobando war nach der Priesterweihe zunächst von 1991 bis 1992 am Colegio Máximo San José als Assistent des Superiors tätig. Daneben setzte er an der dortigen Theologischen Fakultät seine Studien fort und erwarb 1992 ein Lizenziat im Fach Katholische Theologie. 1996 wurde er dort mit der Arbeit El Matrimonio y la Familia como reflejo del misterio de la Santísima Trinidad en los escritos de Juan Pablo II („Ehe und Familie als Spiegel des Geheimnisses der Heiligen Dreifaltigkeit in den Schriften von Johannes Paul II.“) zum Doktor der Theologie promoviert. Am 9. Mai 2000 legte er im Heiligtum Nuestra Señora de los Milagros in Santa Fe de la Vera Cruz die Profess ab. Von 1998 bis 2004 wirkte Giobando am Centro de Investigación y Acción Social (CIAS) in Buenos Aires, bevor er Superior der Jesuiten-Kommunität Regina Martyrum in Buenos Aires wurde. Zudem war er von 1999 bis 2009 Verantwortlicher für die Jugendpastoral im Erzbistum Buenos Aires sowie von 2005 bis 2014 als nationaler Sekretär des Gebetsapostolats in Argentinien, als Direktor der Zeitschrift Del Mensajero del Corazón de Jesús und als nationaler Direktor der Eucharistischen Jugendbewegung. Darüber hinaus gehörte er von 1999 bis 2008 dem Priesterrat des Erzbistums an. Daneben lehrte er am Colegio Máximo San José in San Miguel. Ab 2013 war Giobando Superior der Jesuiten-Kommunität Sagrada Familia in Montevideo und nationaler Sekretär des Gebetsapostolats in Uruguay.
Am 5. März 2014 ernannte ihn Papst Franziskus zum Titularbischof von Appiaria und zum Weihbischof in Buenos Aires. Der Erzbischof von Buenos Aires, Mario Aurelio Kardinal Poli, spendete ihm und auch Alejandro Daniel Giorgi am 3. Mai desselben Jahres in der Catedral Metropolitana de Buenos Aires die Bischofsweihe; Mitkonsekratoren waren der Bischof von Lomas de Zamora, Jorge Rubén Lugones SJ, der Bischof von Azul, Hugo Manuel Salaberry Goyeneche SJ, und der Bischof von Jujuy, César Daniel Fernández, sowie der emeritierte Weihbischof in Buenos Aires, Horacio Ernesto Benites Astoul. Als Weihbischof ist Giobando zudem Bischofsvikar für die Region Flores und für die Kinderpastoral. Seit 2016 fungiert er zusätzlich als Delegat für das geweihte Leben und seit 2023 auch als Bischofsvikar für die Bildung. Darüber hinaus gehört er seit 2021 dem Diözesanvermögensverwaltungsrat und der Kommission für die Sozialpastoral im Erzbistum Buenos Aires an. Ferner setzte sich Giobando für die Heiligsprechung von María Antonia de Paz y Figueroa ein.
Außerdem gehörte Giobando in der Argentinischen Bischofskonferenz von 2017 bis 2020 der Kommission für das Laienapostolat und die Familienpastoral an. Seit 2021 ist er Mitglied der Kommission für die Sozialpastoral.
Papst Franziskus bestellte ihn am 17. Januar 2024 zudem zum Apostolischen Administrator des vakanten Bistums Mar del Plata. Am 12. Dezember desselben Jahres ernannte ihn Papst Franziskus zum Bischof von Mar del Plata. Die Amtseinführung fand am 22. Februar des folgenden Jahres statt.

## Schriften
- Año internacional de la familia. In: CIAS. Centro de Investigación y Acción Social. Band 43, Nr. 431, 1994, S. 89–99.
- El Matrimonio y la Familia como reflejo del misterio de la Santísima Trinidad en los escritos de Juan Pablo II. Colegio Máximo San José, San Miguel 1996.
- 1999: Año Internacional de las personas de edad. In: CIAS. Centro de Investigación y Acción Social. Band 48, Nr. 487, 1999, S. 473–478.
- La integración de los ancianos. In: CIAS. Centro de Investigación y Acción Social. Band 49, Nr. 492, 2000, S. 155–161.
- Breve catecismo para pequeños y grandes: en clave familiar. Gram Editora, Buenos Aires 2016, ISBN 978-950-530-252-9.